# Charles Silverstein
Charles Silverstein (23. dubna 1935 Brooklyn – 30. ledna 2023 Manhattan) byl americký psycholog a spisovatel.
Významné bylo jeho vystoupení před Americkou psychiatrickou společností v roce 1973, po kterém homosexualita přestala být řazena mezi duševní poruchy.
Silverstein byl zakladatelem a ředitelem Institut for Human Identity a Identity House v New York City. Také vydával Journal of Homosexuality. Kromě psychologických publikací psal také cestopisy.

## Dílo (výběr)
- A Family Matter: A Parents' Guide to Homosexuality
- Man to Man: Gay Couples in America
- Gays, Lesbians and Their Therapists: Studies in Psychotherapy
- The Joy of Gay Sex, spoluautor Edmund White
- The New Joy of Gay Sex, spoluautor Felice Picano

## Významné články

### Psychologie
- Facilitating Support Groups for Professionals Working With PWA’s, spoluutor Grossman, v Social Work, 1993
- The Borderline Personality Disorder and Gay People, Journal of Homosexuality, 1988
- The Ethical and Moral Implications of Sexual Classification: A Commentary, Journal of Homosexuality, 1984
- Homosexuality in Perspective, v Contemporary Psychology, 1980
- Symposium on Homosexuality and the Ethics of Behavioral Intervention, Journal of Homosexuality, 1977
- Even Psychiatry Can Profit from its Past Mistakes, Journal of Homosexuality, 1976-1977
- Buchrezension von Bancroft, Deviant Sexual Behavior: Modification and Assessment, v Behavior Therapy, 1975

### Cestopisy
- In the Footsteps of Lawrence of Arabia, The Guide, 1995
- Finding Independence Park: The Gay Struggle in Israel, Frontiers Newsmagazine, 1995
- Gay Life in Cork City, Ireland, The Guide, 1996
- Discovering Gay Vietnam, The Guide, 1997